# Ejecutores
Ejecutores fue un grupo de rhythm and blues surgido en Madrid (España) en 1989. Su carrera musical llegó hasta 1996.

## Comienzos
Liderado por Alberto Otero «Woody» (guitarra, armónica y voz solista),  Ejecutores se formó en la primavera de 1989, como un trío de rhythm and blues y rock and roll, influenciado por el movimiento pub rock;  junto a Javier M. Doncel (batería) y Fernando «el niñato» (bajo y coros). Ensayaban en un viejo local cercano al puente de Vallecas, en Madrid. La banda traía la herencia de Autoblús, el proyecto anterior de Woody, enérgico guitarrista e imaginativo compositor. Ahora con un sonido más contundente y agresivo, en la línea de sus bandas de referencia Dr. Feelgood o Mermelada. Ejecutores, junto a otros grupos de entonces, forman una hornada que se curtía más en los escenarios que estando pendientes de las grandes discográficas.

## Odio el Whisky(1989)
Cuando llevaban un par de meses ensayando tuvieron la oportunidad de grabar en los estudios Cinearte Madrid una primera maqueta de cuatro temas: Odio el Whisky, Josefina, Dieciséis y Loco. Ya entonces comenzaban a destacar por la ironía y el sentido del humor en sus letras.
A la vuelta del verano tuvo lugar la presentación oficial y estreno de la banda en la sala de conciertos Gas Madrid, hoy desaparecida, con un lleno absoluto que deja gran parte del público fuera de la sala.

## Medicina Blues(1991)
Después de la experiencia de la presentación, Ejecutores empieza a ganar prestigio como «grupo de directo» por la energía y contundencia de sus conciertos.  Con el fin de dejar reflejo de ello, Ejecutores concibió el proyecto que ocuparía casi todo el año siguiente: la grabación en directo de su primer álbum, Medicina Blues (1991). Ejecutores se convierte posiblemente en el primer grupo de rock español en debutar con un álbum grabado en vivo. Se grabó los días 26 y 27 de octubre de 1990, con un modesto equipo de 8 pistas, en la sala Ya'sta de Madrid y se mezcló el 26 de febrero de 1991 en Ensayo Estudio, el estudio de Carlos Torero (Radio Futura) y Ricardo del Castillo (Glutamato Ye-Yé). En él se incluían temas de corte enérgico y garajero, muchos de ellos heredados de Autoblús como Inoportuna o Elmer, el pelotilla, dedicado al seat 600. Otros se habían escrito ya en el seno de Ejecutores como Borrachera Mortal, Medicina Blues o Dieciséis. El álbum se publicó en 1991 con el sello propio Discos Primitivos y fue distribuido por La Fábrica Magnética.
El disco tuvo muy buenas críticas en los medios. Tras su salida al mercado la banda dio conciertos con éxito principalmente por Madrid en salas como Universal Club o LaNave, entonces templos de la música independiente, e hizo algunas apariciones en radio y televisión. Así afianzó su posición en la escena de rhythm and blues. Inmediatamente después de grabar el disco, el bajista abandonó el proyecto y Ejecutores encontró reemplazo provisional en Juan Carlos Moleón «el nene» (exAutoblús).
En la primavera de 1991 toma el puesto el bajista Francisco Funcia «Frank», que estuvo en Ejecutores durante gran parte de 1991 y principios de 1992, hasta que dejó el grupo por causas personales. Le sustituyó Rafa Peligros, quien grabaría el siguiente trabajo de estudio.

## En Ruta(1994)
Después de dos años dando conciertos y casi uno preparando material nuevo, Ejecutores entra en el estudio. Grabado y mezclado en una semana, en octubre de 1993, tiene una producción muy diferente y una sofisticación que en la primera obra no existía, en medios y concepto, pero conserva un sonido limpio y sin tecnología desbordada, al estilo de las producciones de los años setenta. Como era habitual en los músicos del grupo, las bases rítmicas se grabaron en la primera toma, todos los temas en un día.  Los cortes B.B. King, En La Radio o Muy Bien fueron temas que en directo tenían muy buena acogida. Por ese orden, uno rinde tributo al blues y a uno de sus mentores; otro a las emisoras de radio de rock and roll de los años cincuenta y el tercero es un tema de puro rhythm and blues evocando a su grupo favorito, Dr Feelgood. 
Junto a En Ruta se incluía también Medicina Blues, que no se había editado en disco compacto antes. Este CD salió editado por La Fábrica Magnética.

## Cambios en la formación
Las diferentes inquietudes de cada uno de los músicos y sus ocupaciones con otros grupos  (El Mecánico del Swing, Callejones) empezaron a traslucir hacia 1994.  Rafa fue sustituido a finales del 94 por Eduardo Palacino "Edu" y en la batería entra Manolo Caño (Mazo). Osi Martínez (Chocolate Blues Express) apoyó con su armónica los conciertos que siguieron a la grabación del disco. Javier y Rafa regresaron eventualmente y permanecieron ya en el grupo hasta dar los últimos conciertos.

## Últimos conciertos (1996)
En noviembre de 1996 viajaron a Parets y San Baudilio de Llobregat, en Barcelona, para participar en el festival de rhythm and blues organizado como homenaje a Lee Brilleaux, cantante de Dr. Feelgood, que había fallecido dos años antes. 
A las pocas semanas «Woody» decide abordar nuevos proyectos personales que implicaban marcharse de España y no poder atender ensayos ni compromisos.
Ejecutores no ha vuelto a grabar ni actuar en directo desde diciembre de 1996.
Alberto "Woody" Otero toca guitarra, ukelele, y canta actualmente con su banda de blues y rhythm & blues clásico, Woody Blues Trío, junto con Manolo "Látigo" a la batería, tabla de lavar y coros, y Francisco Funcia "Frank" al bajo, jarra y coros, empleos que ya desempeñaron en tiempos pasados en Autoblús y Ejecutores respectivamente. Músicos de sus antiguas formaciones.

## Discografía
- LP Medicina Blues (1991). Álbum en directo (Editado por Discos Primitivos, distribuido por La Fábrica Magnética).
- Single Inoportuna/Borrachera Mortal (1991).
- Maxi-single Josefina (1991).
- CD En Ruta (1994). (Editado por La Fábrica Magnética).